# أميرة الكوهجي
أميرة علي الكوهجي مقدمة تلفزيونية ومنتجة فيديو وشخصية على وسائل تواصل اجتماعي بحرينية. اشتهرت بإجادتها اللغتين العربية والإنجليزية. كما أن أميرة معروفة في مجال الموسيقى بصفتها منتجة للعديد من الأناشيد التجارية والمدرسية والدولية. معروفة أيضا بعملها إعلامية في برامج إذاعية والتسجيل الصوتي في الإذاعة والإنتاج التلفزيوني وصناعة الأفلام والمسرح أو العروض الأخرى.
تخرجت بشهادة البكالوريوس في إدارة الأعمال الدولية من معهد نيويورك للتكنولوجيا في عام 2007 بنيويورك وانتسبت إلى الجامعة اللبنانية الأمريكية في بيروت بلبنان من 2002 إلى 2005 في تخصص فنون الاتصال في الإذاعة والتلفزيون والسينما. بعد أن عملت في مجال التسويق لمدة 3 سنوات دخلت أميرة المشهد الموسيقي باعتبارها منتجة. انتقلت إلى نيويورك لتجربة موسيقاها حيث وقعت عقدا مع شركة «ارمادا» لاصداراتها الموسيقية وتصدرت اغانيها في الاعلى مبيعا على أوروبا للترانس. ثم انتقلت في عام 2009 للعمل في الإذاعة كمنتجة لموسيقى البرامج وبعدها كمذيعة ومراسلة تلفزيونية. في العام نفسه بدأت أميرة إنتاج مشاريع الأفلام القصيرة والفيديو للعملاء والشركات وإنتاج إعلانات إذاعية. سرعان ما بدأت شركتها الخاصة تحت اسم الكوهجي للإنتاج. صعدت أميرة إلى عالم الشهرة في الوطن العربي في عام 2015 عندما أصبحت مقدمة تلفزيونية حيث أصبحت مألوفة ومشهورة في البحرين واشتهرت بعمل فيديوهات قصيرة مع شخصيات السوشال ميديا على وسائل التواصل الاجتماعي. تعمل أميرة حاليا مع العديد من الشبكات كمعلقة تلفزيونية ومنتجة وتواصل تصريف أعمالها التجارية الخاصة عن طريق شركتها الخاصة وفي أبريل 2017 تم تكريمها في الملتقى الاعلامي العربي 14 في دولة الكويت كاعلامية عربية وتم تكريمها في البحرين كمنتجة موسيقية وشخصية اعلامية.